# Edgar Hernando Tirado Mazo
Edgar Hernando Tirado Mazo MXY (* 22. Februar 1939 in Medellín) ist ein römisch-katholischer Geistlicher und emeritierter Apostolischer Vikar von Tierradentro.

## Leben
Edgar Hernando Tirado Mazo trat der Ordensgemeinschaft der Misioneros Javerianos de Yarumal bei und empfing am 29. November 1970 die Priesterweihe. Das Ordenskapitel wählte ihn 1996 für sechs Jahre zum Generalsuperior seines Ordens.
Papst Johannes Paul II. ernannte ihn am 19. Dezember 2003 zum Apostolischen Vikar von Tierradentro und Titularbischof von Zaba. Der apostolische Nuntius in Kolumbien, Beniamino Stella, spendete ihm am 31. März des nächsten Jahres die Bischofsweihe; Mitkonsekratoren waren Alberto Giraldo Jaramillo PSS, Erzbischof von Medellín, und Heriberto Correa Yepes MXY, emeritierter Apostolischer Vikar von Buenaventura.
Am 5. Juni 2015 nahm Papst Franziskus seinen altersbedingten Rücktritt an.